# Cato Maior de Senectute
Le Cato Maior de Senectute (en français : Caton l’Ancien, ou de la vieillesse) est un traité écrit par Cicéron en 44 av. J.-C., en un seul livre et dédié à son ami Atticus. L'ouvrage met en scène Caton l'Ancien atteignant la fin de sa vie et conversant avec les jeunes Scipion Émilien et Laelius. Il leur réfute les quatre critiques formulées à l'encontre de la vieillesse. Le portrait de Caton que fait Cicéron est enjolivé, et ses réflexions à propos de la vieillesse sont évidemment celles que Cicéron, alors âgé de 62 ans, partage avec Atticus, son aîné de trois ans. Tous deux sont dans la tranche d’âge dite senectus (vieillesse) qui commence à 60 ans, âge auquel un citoyen romain n'est plus mobilisable, et qui précise le titre.

## Date
L’ouvrage est écrit en 44 av. J.-C., vraisemblablement avant l’assassinat de Jules César aux ides de mars, car Cicéron le place dans la liste d’ouvrages qu’il énumère dans le De divinatione, qui était pratiquement achevé avant la mort de César. Au cours de l’année 44, Cicéron renvoie plusieurs fois au De Senectute, dans le De Officiis et dans le Laelius de Amicitia. Un courrier du 11 mai 44 indique qu’il l’a envoyé à Atticus, un autre du 16 juillet de la même année qu’il se réjouit du plaisir qu’il procure à Atticus,.

## Manuscrits sources
Les manuscrits médiévaux qui nous ont transmis le texte du De Senectute sont très nombreux, avec plusieurs centaines d’exemplaires connus. Parmi ceux-ci, les plus remarquables sont  :
- le Parisinus 6332 qui date du XIe siècle contient le Cato jusqu’au paragraphe 78, en écriture soignée avec des corrections, (un ms du IXe siècle, de Reims)
- le Leidensis Vossianus O.79, du IXe siècle, accompagné de nombreuses gloses,
- le Bruxellensis 9591 du IXe siècle,
- le Leidensis Vossianus F. 12 du IXe ou Xe siècle, avec de nombreuses corrections du scribe et d’un relecteur (ms également du IX s.)
- le Parisinus Nouv. Acq 454, acquis en 1888 par la Bibliothèque Nationale, datant du IXe ou Xe siècle,
- le Vaticanus Reginensis Latinus 1587, du Xe ou XIe, dans lequel des déchirures ont éliminé plusieurs mots.(ms également du IXe siècle)

Ces manuscrits ont tous en commun quelques erreurs de transcriptions, ce qui les fait remonter à un même archétype d’époque carolingienne écrit en minuscules. Les manuscrits ultérieurs dérivent de ceux cités ci-dessus.

## Contenu

### Participants
La conversation est censée se dérouler en 150 av. J.-C.. Caton atteint alors quatre-vingt-quatre ans, alors que Scipion Émilien et Laelius n’ont qu’une trentaine d’années. Caton adresse un long discours aux deux jeunes gens, il s’exprime avec une sérénité et une sagesse acquises par la pratique de la philosophie, et leur explique que le bonheur vient de l’attitude de l’âme, et non dans ce qui dépend de la bonne ou mauvaise Fortune que ce soit la richesse ou la pauvreté, la santé ou la maladie, et naturellement l’âge.
Le personnage de Caton dépeint par Cicéron présente un fondement historique, avec sa biographie militaire et politique détaillée et datée, que l’on peut recouper avec la Vie de Caton de Plutarque et l’Histoire romaine de Tite-Live, ainsi que des indications sur ses productions rhétoriques et littéraires. Cicéron renforce le côté historique de l’ouvrage en évoquant une quarantaine de héros de l’histoire romaine, le plus souvent contemporains de Caton, ou de la génération précédente. Toutefois, Cicéron passe sous silence son opposition résolue à Scipion l'Africain pourtant rapportée par Cornélius Népos. Ce portrait de parfait vieillard est idéalisé et joue le porte-parole de Cicéron.

### Annonce du plan
Quatre griefs sont généralement formulés contre la vieillesse : elle éloigne l'homme des affaires publiques ; elle lui ôte ses forces ; elle le prive des plaisirs; enfin elle est l'approche de la mort (Cato Maior, 15). Ce plan en quatre points forme une progression qui va de l’activité physique au spirituel, de l’activité politique à la sérénité. Cicéron, par la bouche de Caton, va répondre point par point. Ses développements ne suivent pas le découpage en quatre points de façon trop rigide, il use de renvois, de répétitions d’idées, ouvre des parenthèses et des digressions, place des commentaires, en un relâchement rédactionnel dont il a lui-même conscience et qu’il justifie comme la tendance des vieillards à la vantardise et au bavardage. Ceci permet de donner une tournure plus familière à la composition en forme de conversation.

### Déclin de l’activité
Si le vieillard ne se mêle plus directement des affaires publiques, sa maturité lui permet de prodiguer les bons conseils. Un vieil homme peut encore se livrer à l’activité politique, non pas dans les magistratures ou les activités militaires, mais comme conseiller (Cato Maior, 15-20). On retrouve un rôle que Cicéron a déjà évoqué dans la De Republica et qu’il aimerait exercer auprès des dirigeants de Rome, César en l’occurrence.
On dit que la mémoire diminue, mais la vieillesse ne réduit pas les facultés intellectuelles, pourvu qu’elles continuent de s’exercer : « les vieillards conservent leurs dispositions naturelles, pourvu qu’ils conservent jusqu’au bout leur application et leur activité »(Cato Maior, 22).

### Déclin de la vigueur
Si la vieillesse diminue les forces physiques, elle n’agit pas avec le même degré d’un individu à l’autre, et elle n’altère pas l’esprit. La vigueur intellectuelle est préférable à la force corporelle, et la société dispense les vieux des charges au-delà de leurs moyens. Enfin, l’affaiblissement des forces est plus lié à la santé qu’à l’âge : le soin de son corps, des exercices modérés, une alimentation suffisante mais sans excès permettent de lutter contre les effets du vieillissement (Cato Maior, 27-38).

### Perte des plaisirs
Si l’âge exclut des jouissances physiques, il faut au contraire se féliciter de cet éloignement de plaisirs qui peuvent être accaparants au point d’entraver le jugement et d’altérer la conduite (Cato Maior, 39-44). Cependant certains plaisirs restent accessibles aux vieillards, comme la convivialité lors des repas en commun, égayés de longues conversations (Cato Maior, 44-48). Et des plaisirs physiques modérés laissent la place pour les joies intellectuelles de l’étude et de la littérature, qui leur sont supérieures (Cato Maior, 49-50). Et il reste les calmes jouissances de la nature et de la tranquillité : Caton s'attarde dans un long plaidoyer des plaisirs bucoliques de l'agriculture et de la viticulture (Cato Maior, 51-60). Ce thème est un classique de la philosophie grecque et Cicéron reprend des idées et des détails techniques exprimés dans les ouvrages de Caton comme son De agri cultura, ou dans l'Économique de Xénophon, que Cicéron a traduit dans sa jeunesse. Toutefois, Finley doute de la sincérité de ces plaisirs tirés de l'agriculture, vu les constants soucis que Cicéron exprime dans sa correspondance pour la gestion de ses domaines.
Enfin, la vieillesse s'accompagne, lorsqu'on a vécu dignement, d'un prestige supérieur aux plaisirs de la jeunesse. En témoignent les égards respectueux que la société accorde à ses anciens : se lever à leur arrivée, les saluer, leur céder le pas, les escorter, les consulter, donner la priorité de parole aux plus âgés (Cato Maior, 60-64).

### Proximité de la mort
La mort est inévitable, mais elle n’est pas liée à la vieillesse, car un grand nombre d’hommes meurent pendant leur jeunesse (Cato Maior, 67). La mort est perçue par le vieillard comme le terme naturel d’un long et pénible voyage. L’argument donné dès le début par Caton (donc de Cicéron) réside dans l’alternative suivante : « il ne faut tenir aucun compte de la mort, si elle éteint la vie de l’âme, ou la souhaiter si elle conduit en un lieu d’éternité » (Cato Maior, 67). On remarque que Cicéron ne craint pas les châtiments d'outre-tombe, car il n'y croit pas. Après une série d’arguments sur l’existence et  l’immortalité de l'âme (Cato Maior, 77-79), ce raisonnement en alternative est repris dans la conclusion : il espère en la survie de l’âme, fût-elle une illusion dont il ne voudrait pas être privé tant qu'il vit (Cato Maior, 85). On retrouve là l'argumentaire sur la mort que Cicéron exprimait déjà dans l’Hortensius, le Songe de Scipion et les Tusculanes (I, 26).

### Traductions
- Cicéron, Caton l'Ancien, ou de la vieillesse, trad. Lorquet, 1864, Paris, en ligne sur Remacle.org
- (la + fr) Cicéron, De la vieillesse, De l'amitié, des Devoirs, (trad. Charles Appuhn), Paris, Garnier, 1933, en ligne sur Itinera Electronica
- (la + fr) Cicéron (trad. Pierre Wuilleumier), Caton l'Ancien. De la vieillesse, Paris, Les Belles Lettres, 1989 (1re éd. 1940), 139 p. (ISBN 2-251-01035-1)
- Cicéron (trad. Christiane Touya), Savoir vieillir Cato Maior, de senectute, Arléa - Seuil, 1995, 93 p. (ISBN 2-86959-255-8)Texte français seulement
- De la vieillesse. Caton l’Ancien ; tr. Pierre Wuilleumier, prés. Jean-Noël Robert. Paris : les Belles Lettres, 2003. (Classiques en poche ; 62). xxv-127 p.  (ISBN 2-251-79969-9).
- De la vieillesse : Caton l'ancien, trad. Mathieu Cochereau et Hélène Parent, Paris, Allia, 2019  (ISBN 979-10-304-1163-8)

### Ouvrages généraux
- Philippe Muller, Cicéron : un philosophe pour notre temps, Lausanne, L'Âge d'homme, 1990 (ISBN 2-8251-0033-1, présentation en ligne)
- Pierre Grimal, Cicéron, Fayard, 1986 (ISBN 978-2-213-01786-0)

### Articles
- Moses Finley, « Les personnes âgées dans l'Antiquité classique », Communications, 37, Le continent gris. Vieillesse et vieillissement,‎ 1983, p. 31-45 (lire en ligne)
- Elisabeth Pellegrin, « Note sur deux manuscrits enluminés contenant le De Senectute de Cicéron avec la traduction française de Laurent de Premierfait », Scriptorium, t. 12, no 2,‎ 1958, p. 276-280 (lire en ligne)
- Notices d'autorité :   - VIAF
  - BnF (données)
  - IdRef
  - LCCN
  - GND
  - Espagne
  - Pologne
  - Israël
  - Vatican
  - Australie
  - Brésil
  - Grèce
  - WorldCat